# LZ 1

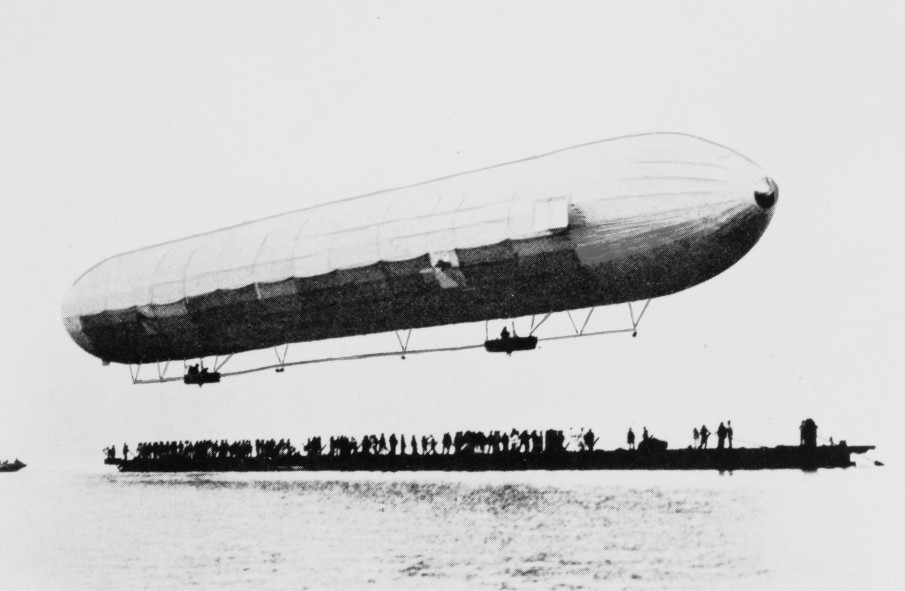
De LZ1 op zijn eerste vlucht

De LZ1 was de eerste zeppelin van de Luftschiffbau Zeppelin, toen nog ‘Gesellschaft zur Förderung der Luftschiffahrt’. De bouw van de LZ1 is in 1899 begonnen in een drijvende montagehal op het Bodenmeer nabij Friedrichshafen. De keuze van deze locatie was om het opstijgen te vereenvoudigen. De hal was namelijk op de wind te draaien.
Het prototype LZ1 (Luftschiff Zeppelin) had een lengte van 128 m, werd aangedreven door twee 14,2 pk (10,6 kW) Daimler-motoren en werd in evenwicht gehouden door een gewicht tussen voor- en achtersteven te verplaatsen.
De eerste vlucht vond plaats op 2 juli 1900, met zes mensen aan boord, waaronder Graaf von Zeppelin, die het luchtschip zelf bestuurde. De vlucht duurde slechts 18 minuten: de LZ1 moest landen doordat een mechanisme afbrak, dat door de verplaatsing van een gewicht voor de juiste balans moest zorgen. Na reparatie bewees de techniek haar mogelijkheden in diverse vluchten, waarin het snelheidsrecord van het Franse luchtschip La France van 6 m/s werd overtroffen met 3 m/s. Dit was onvoldoende om investeerders te overtuigen. De militairen beschouwen het project als nutteloos voor oorlogsdoeleinden.
Na drie proefvluchten werd het schip gesloopt omdat het motorvermogen te gering en de constructie onstabiel was. Graaf von Zeppelin had onvoldoende middelen om de ontwikkeling voort te zetten en het prototype werd gesloopt. De fabriek werd gesloten.

## Gegevens
|                 | Luftschiff Zeppelin 1                        |
| --------------- | -------------------------------------------- |
| Drijfgas        | 11 300 m³ waterstof                          |
| Lengte          | 128 m                                        |
| Diameter        | 11,65 m                                      |
| Type            | A                                            |
| Gebruik         | Prototype                                    |
| Motoren         | 2 maal een twee-cilinder Daimler van 14,5 pk |
| Maximumsnelheid | ± 30 km/h                                    |
| Eerste vaart    | 2 juli 1900                                  |